# Kamilcan Sever
Kamilcan Sever, född 2 september 2006, är en svensk fotbollsspelare som spelar för IF Brommapojkarna.

## Karriär
Sever spelade för Skogås-Trångsunds FF på ungdomsnivå. Han gjorde två mål på fyra matcher för A-laget i division 5 2022. Inför säsongen 2024 gick Sever till IF Brommapojkarna. Sever gjorde allsvensk debut den 24 april 2024 i en 1–1-match mot IK Sirius, där han blev inbytt i den 76:e minuten mot Nikola Vasic. Inför säsongen 2025 skrev Sever på sitt första A-lagskontrakt med Brommapojkarna.